# Чирон
Чиро́н (рос. Чирон) — село у складі Шилкинського району Забайкальського краю, Росія. Адміністративний центр Чиронського сільського поселення.

## Населення
Населення — 880 осіб (2010; 1088 у 2002).
Національний склад (станом на 2002 рік):
- росіяни — 98 %